# Mendive
Mendive [mɛ̃div] (en basque : Mendibe) est une commune française située dans le département des Pyrénées-Atlantiques, en région Nouvelle-Aquitaine.
Le gentilé est Mendibetar,.

## Géographie

### Localisation
La commune de Mendive se trouve dans le département des Pyrénées-Atlantiques, en région Nouvelle-Aquitaine.
Mendive est la commune de France, avec Lecumberry, où le bassin versant méditerranéen est le plus proche de l'océan Atlantique (60 km depuis le col de Burdincurutcheta). En effet, la frontière avec l'Espagne ne suit pas tout à fait la limite de partage des eaux, et la forêt d'Iraty se trouve dans le bassin de l'Èbre.
Elle se situe à 120 km par la route de Pau, préfecture du département, à 63 km de Bayonne, sous-préfecture, et à 44 km de Mauléon-Licharre, bureau centralisateur du canton de Montagne Basque dont dépend la commune depuis 2015 pour les élections départementales.
La commune fait en outre partie du bassin de vie de Saint-Jean-Pied-de-Port.
Les communes les plus proches sont : 
Lecumberry (1,0 km), Béhorléguy (1,1 km), Ahaxe-Alciette-Bascassan (3,5 km), Hosta (4,6 km), Bussunarits-Sarrasquette (5,0 km), Aincille (5,4 km), Estérençuby (6,0 km), Saint-Jean-le-Vieux (6,3 km).
Sur le plan historique et culturel, Mendive fait partie de la province de la Basse-Navarre, un des sept territoires composant le Pays basque,. La Basse-Navarre en est la province la plus variée en ce qui concerne son patrimoine, mais aussi la plus complexe du fait de son morcellement géographique. Depuis 1999, l'Académie de la langue basque ou Euskalzaindia divise la Basse-Navarre en six zones,. La commune est dans le pays de Cize (Garazi), au sud-est de ce territoire.

### Communes limitrophes
Les communes limitrophes sont Alçay-Alçabéhéty-Sunharette, Aussurucq, Béhorléguy, Larrau et Lecumberry.
|            | Béhorléguy | Aussurucq (par un quadripoint) |
| Lecumberry | Mendive    | Alçay-Alçabéhéty-Sunharette    |
|            |            | Larrau                         |

### Paysages et relief
La forêt d'Iraty couvre 17 300 hectares répartis entre la Soule (Larrau), la Basse-Navarre (Mendive et Lecumberry) et la Navarre.
Le col de Burdincurutcheta (croix de fer basque) s'élève à une altitude de 1 141 mètres. Il permet le passage entre les vallées du Laurhibar au nord et de l'Irati au sud.

### Hydrographie

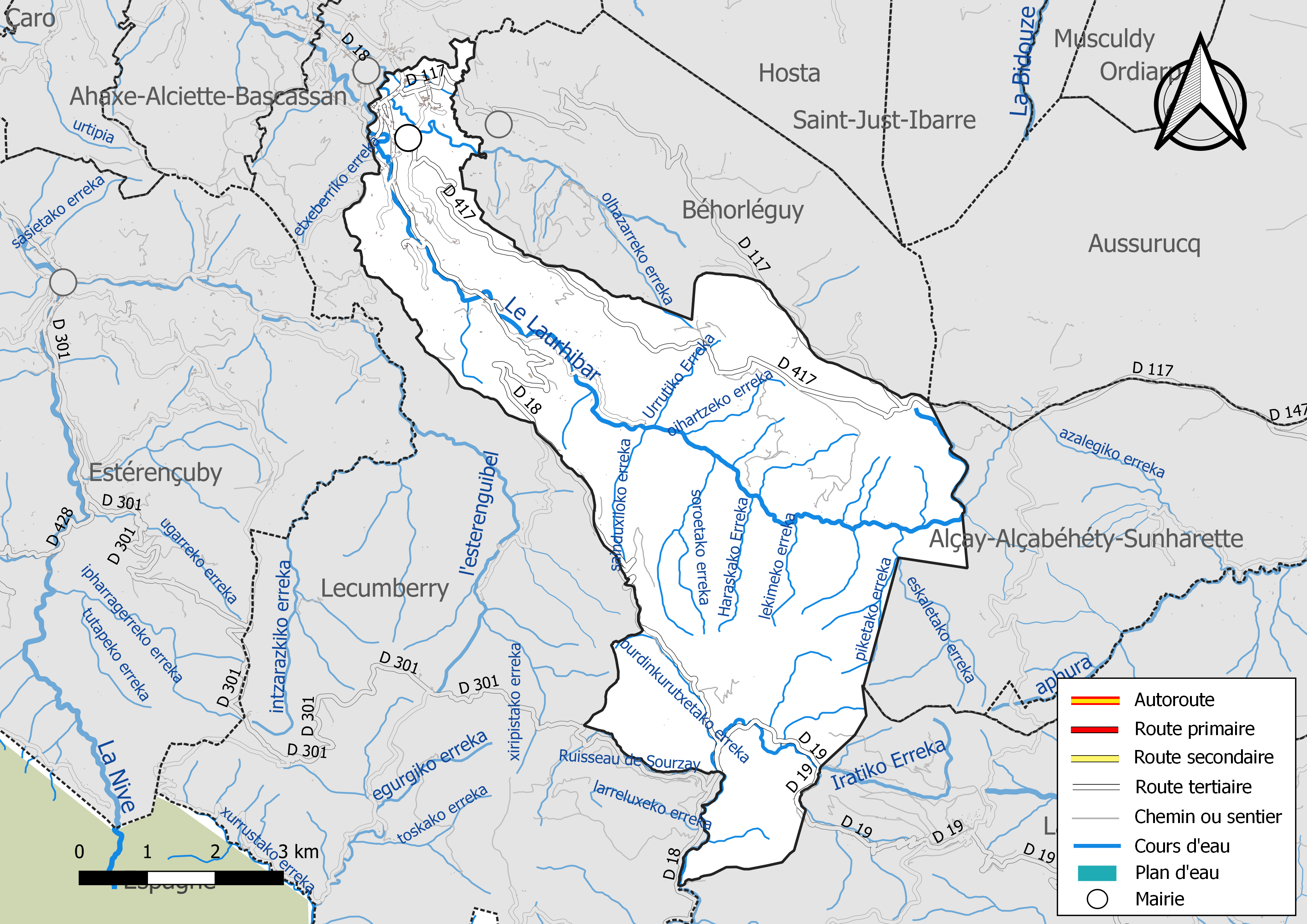
Réseaux hydrographique et routier de Mendive.

Ses terres sont arrosées par un affluent de la Nive, le Laurhibar, et par ses tributaires, l'Esteneko erreka (ainsi que par l'affluent de celui-ci, l'Olhazarréko erreka), le Chorotako erreka (ainsi que par le tributaire de celui-ci, le Gahalarbeko erreka), le Sainduchiloko erreka, le Larreluchéko erreka, l'Etcheberriko erreka, l'Oihartzéko erreka, le Lékiméko erreka, l'Urrutiko erreka, l'Haraskako erreka, l'Arbaretcharbaretchéko erreka, le Curutchetako erreka et l'Escalérako erreka ainsi que par le tributaire de ce dernier, le Pikettako erreka.
L'Iratiko erreka traverse également la commune, tout comme ses affluents, le ruisseau de Sourzay, l'Olzaluréko erreka, l'Ataramatzéko erreka, l'Arpiako erreka et le Burdincurutchétako erreka.

### Climat
Pour des articles plus généraux, voir Climat de la Nouvelle-Aquitaine et Climat des Pyrénées-Atlantiques.
Historiquement, la commune est exposée à un micro climat océanique basque.  
En 2020, Météo-France publie une typologie des climats de la France métropolitaine dans laquelle la commune est exposée à un climat de montagne et est dans la région climatique Pyrénées atlantiques, caractérisée par une pluviométrie élevée (>1 200 mm/an) en toutes saisons, des hivers très doux (7,5 °C en plaine) et des vents faibles.
Pour la période 1971-2000, la température annuelle moyenne est de 12,6 °C, avec une amplitude thermique annuelle de 13 °C. Le cumul annuel moyen de précipitations est de 1 689 mm, avec 11,9 jours de précipitations en janvier et 10 jours en juillet. Pour la période 1991-2020, la température moyenne annuelle observée sur la station météorologique installée sur la commune est de 14,1 °C et le cumul annuel moyen de précipitations est de 1 523,7 mm,. Pour l'avenir, les paramètres climatiques de la commune estimés pour 2050 selon différents scénarios d’émission de gaz à effet de serre sont consultables sur un site dédié publié par Météo-France en novembre 2022.
| Mois                                  | jan.          | fév.          | mars          | avril         | mai           | juin          | jui.          | août         | sep.          | oct.          | nov.          | déc.          | année     |
| ------------------------------------- | ------------- | ------------- | ------------- | ------------- | ------------- | ------------- | ------------- | ------------ | ------------- | ------------- | ------------- | ------------- | --------- |
| Température minimale moyenne (°C)     | 3,8           | 3,7           | 5,6           | 8,2           | 10,2          | 13,2          | 15,4          | 15,2         | 13            | 10,7          | 7,5           | 5,2           | 9,3       |
| Température moyenne (°C)              | 7,6           | 8             | 10,4          | 13,2          | 15,2          | 18,4          | 20,6          | 20,9         | 18,7          | 15,7          | 11,6          | 9,3           | 14,1      |
| Température maximale moyenne (°C)     | 11,4          | 12,3          | 15,2          | 18,2          | 20,2          | 23,6          | 25,8          | 26,6         | 24,5          | 20,8          | 15,6          | 13,4          | 19        |
| Record de froid (°C) date du record   | −5,2 24.01.11 | −9,5 08.02.12 | −5,2 09.03.10 | −2,5 04.04.22 | 1,4 06.05.19  | 5,6 08.06.19  | 7,9 01.07.22  | 7,9 31.08.20 | 5,9 27.09.20  | −1,1 16.10.09 | −4,1 28.11.13 | −6,3 26.12.10 | −9,5 2012 |
| Record de chaleur (°C) date du record | 23,8 01.01.22 | 26,3 27.02.19 | 28 29.03.23   | 30,5 28.04.10 | 36,6 21.05.22 | 40,8 18.06.22 | 40,9 18.07.22 | 40 24.08.23  | 38,6 07.09.16 | 34,4 01.10.23 | 28,2 08.11.15 | 25,4 23.12.12 | 40,9 2022 |
| Précipitations (mm)                   | 177,6         | 141,7         | 131,8         | 143,2         | 137,3         | 130,7         | 84,4          | 65,2         | 78,5          | 107,8         | 201,4         | 124,1         | 1 523,7   |

### Milieux naturels et biodiversité

#### Réseau Natura 2000
Le réseau Natura 2000 est un réseau écologique européen de sites naturels d'intérêt écologique élaboré à partir des Directives « Habitats » et « Oiseaux », constitué de zones spéciales de conservation (ZSC) et de zones de protection spéciale (ZPS).
Cinq sites Natura 2000 ont été définis sur la commune au titre de la « directive Habitats », : 
- les « montagnes du pic des Escaliers », d'une superficie de 8 600 ha, présentant une flore très diversifiée marquée par une nette influence atlantique et montagnarde. Cependant, les versants exposés au Sud Sud-Est et Est abritent une flore thermophile remarquable[23] ;
- la « forêt d'Iraty », d'une superficie de 2 500 ha, abritant des espèces d’intérêt communautaire caractéristiques des vieilles forêts comme Rhysodes sulcatus et Rosalia alpina mais aussi des espèces des cours d’eau comme Galemys pyrenaicus et Lutra lutra[24] ;
- « la Nive », d'une superficie de 9 473 ha, un des rares bassins versants à accueillir l'ensemble des espèces de poissons migrateurs du territoire français, excepté l'Esturgeon européen[25] ;
- le « massif des Arbailles », d'une superficie de 12 784 ha, présentant une flore très diversifiée marquée par une nette influence atlantique et montagnarde. Cependant, les versants exposés au Sud Sud-Est et Est abritent une flore thermophile remarquable[26] ;
- les « montagnes de Saint-Jean-Pied-de-Port », d'une superficie de 11 760 ha, une montagne à estives, espaces pastoraux d’altitude (au-dessus de 800–900 m) ouverts sur de vastes étendues[27] et une au titre de la « directive Oiseaux »[22],[Carte 2] :
- la « Haute Soule : forêt d'Iraty, Orgambidexka et pic des Escaliers », d'une superficie de 5 584 ha, un massif très vaste à très grande diversité d'habitats et d'espèces. La variété des milieux et l'étagement altitudinal offre de bonnes conditions pour l'accueil de l'avifaune pyrénéenne[28].

#### Zones naturelles d'intérêt écologique, faunistique et floristique
L’inventaire des zones naturelles d'intérêt écologique, faunistique et floristique (ZNIEFF) a pour objectif de réaliser une couverture des zones les plus intéressantes sur le plan écologique, essentiellement dans la perspective d’améliorer la connaissance du patrimoine naturel national et de fournir aux différents décideurs un outil d’aide à la prise en compte de l’environnement dans l’aménagement du territoire.
Trois ZNIEFF de type 1 sont recensées sur la commune, : 
- le « bassin versant de l'Irati : forêt de hêtre, zones tourbeuses et affleurements rocheux » (5 371,47 ha), couvrant 3 communes du département[30] ;
- la « grotte de Mikelauenzilo et alentours » (7 568,16 ha), couvrant 7 communes du département[31],
- le « pic de Behorlegi et crêtes associées » (1 959,83 ha), couvrant 4 communes du département[32] ;

et quatre ZNIEFF de type 2,, : 
- la « Haute-Soule » (26 095,69 ha), couvrant 9 communes du département[33] ;
- le « massif des Arbailles » (14 782,04 ha), couvrant 13 communes du département[34] ;
- les « montagnes de Saint-Jean-Pied-de-Port » (14 133,83 ha), couvrant 9 communes du département[35];
- le « réseau hydrographique des Nives » (3 596,23 ha), couvrant 33 communes du département[36].

## Urbanisme

### Typologie
Au 1er janvier 2024, Mendive est catégorisée commune rurale à habitat dispersé, selon la nouvelle grille communale de densité à sept niveaux définie par l'Insee en 2022.
Elle est située hors unité urbaine. Par ailleurs la commune fait partie de l'aire d'attraction de Saint-Jean-Pied-de-Port, dont elle est une commune de la couronne,. Cette aire, qui regroupe 22 communes, est catégorisée dans les aires de moins de 50 000 habitants,.

### Occupation des sols

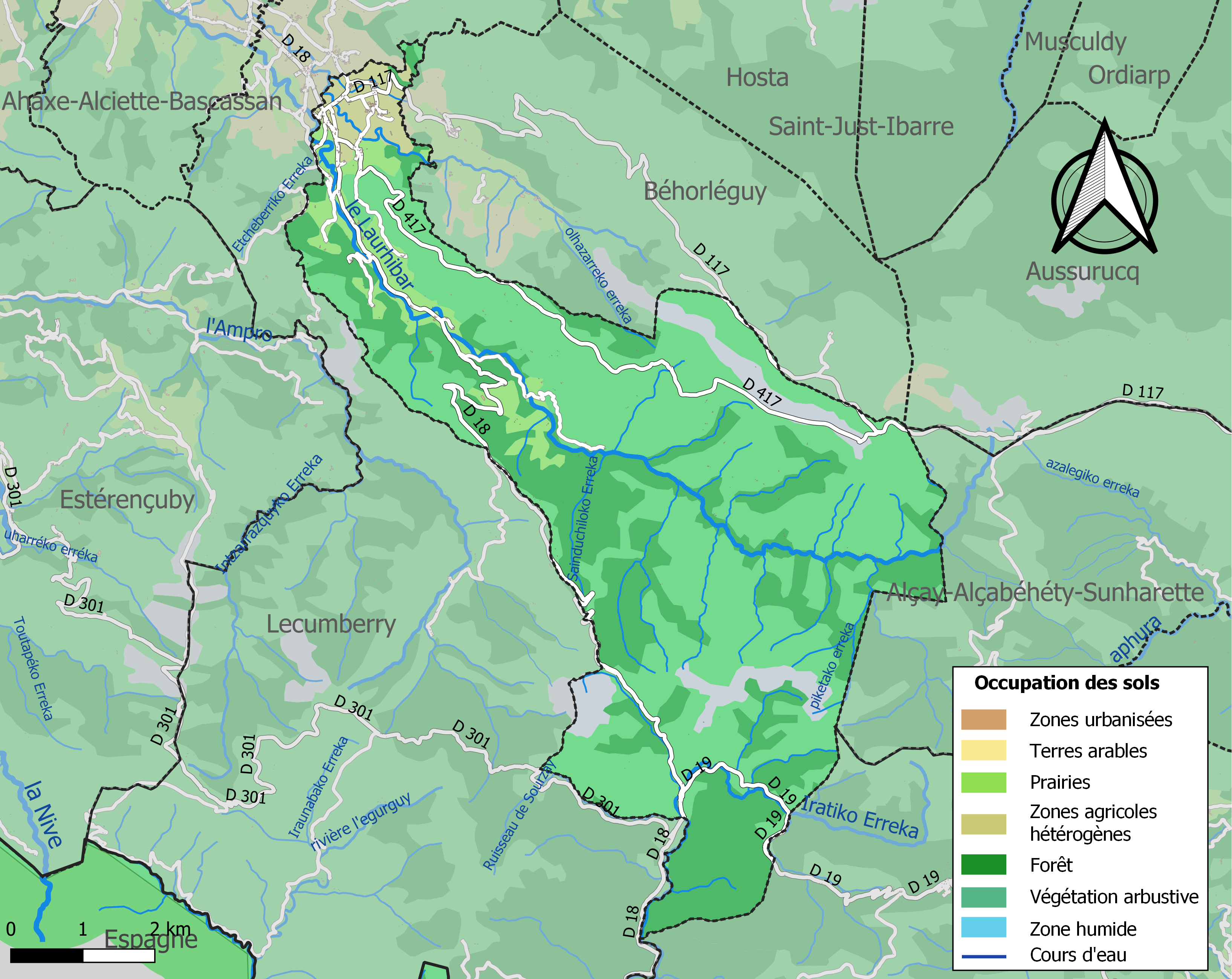
Carte des infrastructures et de l'occupation des sols de la commune en 2018 (CLC).

L'occupation des sols de la commune, telle qu'elle ressort de la base de données européenne d’occupation biophysique des sols Corine Land Cover (CLC), est marquée par l'importance des forêts et milieux semi-naturels (91,3 % en 2018), une proportion identique à celle de 1990 (91,3 %). La répartition détaillée en 2018 est la suivante : 
milieux à végétation arbustive et/ou herbacée (53,9 %), forêts (32,5 %), prairies (5,9 %), espaces ouverts, sans ou avec peu de végétation (4,8 %), zones agricoles hétérogènes (2,8 %). L'évolution de l’occupation des sols de la commune et de ses infrastructures peut être observée sur les différentes représentations cartographiques du territoire : la carte de Cassini (XVIIIe siècle), la carte d'état-major (1820-1866) et les cartes ou photos aériennes de l'IGN pour la période actuelle (1950 à aujourd'hui).

### Lieux-dits et hameaux
- Bassaburua
- Bastida
- Cayolar Cihigolatze
- Chemberro
- Chilardoy
- Cayolar de Gahalarbe
- Larraldéa
- Larraldeborda
- Laurhibarrea[Note 8]
- Saint-Sauveur

### Voies de communication et transports
Depuis Saint-Jean-Pied-de-Port et Saint-Jean-le-Vieux, prendre la D 18 vers le sud, puis après avoir passé Lecumberry, prendre et suivre la D 117. La D417 dessert également Mendive.

### Risques majeurs
Le territoire de la commune de Mendive est vulnérable à différents aléas naturels : météorologiques (tempête, orage, neige, grand froid, canicule ou sécheresse), inondations, feux de forêts, mouvements de terrains et séisme (sismicité moyenne). Il est également exposé à un risque particulier : le risque de radon. Un site publié par le BRGM permet d'évaluer simplement et rapidement les risques d'un bien localisé soit par son adresse soit par le numéro de sa parcelle.

#### Risques naturels
Certaines parties du territoire communal sont susceptibles d’être affectées par le risque d’inondation par une crue torrentielle ou à montée rapide de cours d'eau, notamment le Laurhibar et l'Iratiko erreka. La commune a été reconnue en état de catastrophe naturelle au titre des dommages causés par les inondations et coulées de boue survenues en 1982, 1983, 2009, 2014 et 2021,.
Mendive est une des communes françaises les plus exposées au risque de feu de forêt : entre 2008 et 2024, 6.7% de son territoire a brûlé chaque année en moyenne. En 2020, le premier plan de protection des forêts contre les incendies (PDPFCI) a été adopté pour la période 2020-2030. La réglementation des usages du feu à l’air libre et les obligations légales de débroussaillement dans le département des Pyrénées-Atlantiques font l'objet d'une consultation de public ouverte du 16 septembre au 7 octobre 2022,.
Les mouvements de terrains susceptibles de se produire sur la commune sont des affaissements et effondrements liés aux cavités souterraines (hors mines). Afin de mieux appréhender le risque d’affaissement de terrain, un inventaire national permet de localiser les éventuelles cavités souterraines sur la commune.

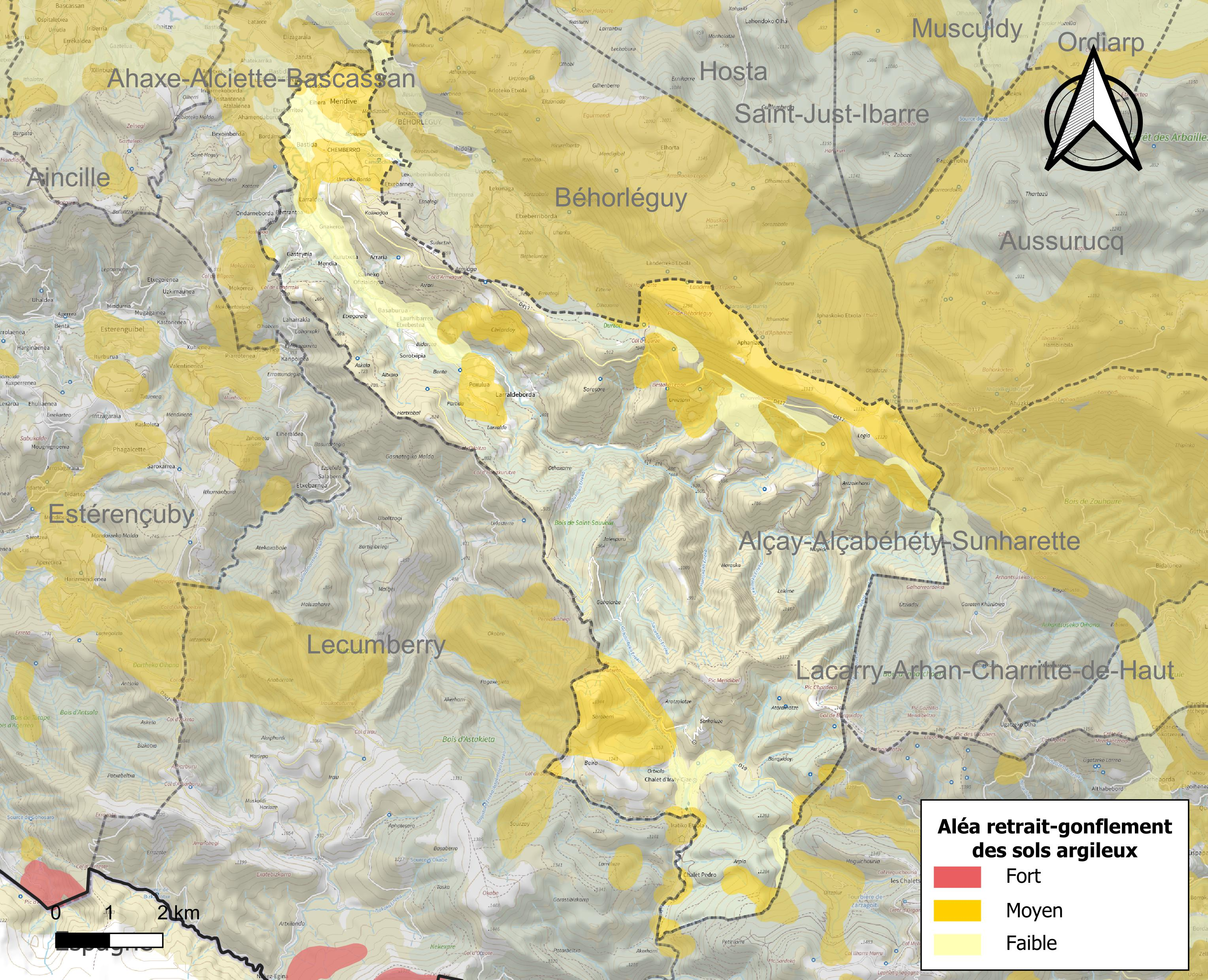
Carte des zones d'aléa retrait-gonflement des sols argileux de Mendive.

Le retrait-gonflement des sols argileux est susceptible d'engendrer des dommages importants aux bâtiments en cas d’alternance de périodes de sécheresse et de pluie. 21,6 % de la superficie communale est en aléa moyen ou fort (59 % au niveau départemental et 48,5 % au niveau national). Depuis le 1er octobre 2020, en application de la loi ELAN, différentes contraintes s'imposent aux vendeurs, maîtres d'ouvrages ou constructeurs de biens situés dans une zone classée en aléa moyen ou fort,.
Concernant les mouvements de terrains, la commune a été reconnue en état de catastrophe naturelle au titre des dommages causés par des mouvements de terrain en 2014.

#### Risque particulier
Dans plusieurs parties du territoire national, le radon, accumulé dans certains logements ou autres locaux, peut constituer une source significative d’exposition de la population aux rayonnements ionisants. Selon la classification de 2018, la commune de Mendive est classée en zone 2, à savoir zone à potentiel radon faible mais sur lesquelles des facteurs géologiques particuliers peuvent faciliter le transfert du radon vers les bâtiments.

## Toponymie
Son nom basque est Mendibe, ('en bas de la montagne',).
Le toponyme Mendive apparaît sous les formes Mendive (1350), Mendibe (1366 et 1513, titres de Pampelune pour cette dernière référence).
Le toponyme Saint-Sauveur apparaît sous les formes Sanctus-Salvator juxta Sanctum-Justum (XIIIe siècle, collection Duchesne volume CXIV) et Sent-Saubador-deus-Pors (vers 1460, collection Duchesne volume CXIV).

## Histoire
Paul Raymond note que la cure de Mendive dépendait de l'ordre de Malte et le lieu-dit Laurhibarrea était un hôpital du même ordre religieux dont l'existence est attesté depuis 1298 et qui appartenait à la commanderie d'Aphat-Ospitalia au sein du grand prieuré de Navarre.
Le 11 juin 1842, la commune perd une partie de son territoire à la suite de la création de la commune d'Estérençuby.
En 1942, Charles Schepens, jeune médecin ophtalmologiste belge, va sous le nom de Jacques Pérot y reprendre l’exploitation forestière en remettant en service sa scierie et son câble d’approvisionnement à travers la montagne à l’abandon depuis quelques années.
Se faisant passer pour collaborateur, « Monsieur Pérot » mystifia les Allemands aussi bien que la population basque locale. Avec l'aide du berger basque Jean Sarochar, il organisa un réseau d’évasion et de passage de documents de renseignements d’une prodigieuse efficacité et d’une telle discrétion que l’histoire aurait pu les oublier.
Le livre Le Chirurgien et le berger, deux héros de la résistance au Pays basque de Meg Ostrum (Éditions Aubéron 2021 - nouvelle édition augmentée) retrace cette étonnante suite d'événements sublimes et souvent tragiques.

## Héraldique
| Blason | Blasonnement : De gueules à deux fasces d'or accompagnées de deux coquilles d'argent en abîme et de trois croix du Temple d'or deux en chef et une en pointe. |

## Politique et administration
| Période                                  | Période  | Identité         | Étiquette | Qualité |
| ---------------------------------------- | -------- | ---------------- | --------- | ------- |
| 1995                                     | 2014     | Florentin Goni   |           |         |
| 2014                                     | En cours | Xebaxtien Ihidoy | EHBAI     |         |
| Les données manquantes sont à compléter. |          |                  |           |         |

### Intercommunalité
La commune appartient à sept structures intercommunales :
- la communauté d'agglomération du Pays Basque ;
- le syndicat AEP Ahaxe-Lecumberry-Mendive ;
- le syndicat d’énergie des Pyrénées-Atlantiques ;
- le syndicat RPI Hergaray ;
- le syndicat intercommunal pour l'aménagement et la gestion de l'abattoir de Saint-Jean-Pied-de-Port ;
- le syndicat intercommunal pour le soutien à la culture basque ;
- le syndicat mixte du bassin versant de la Nive.

## Population et société

### Démographie
Le recensement de la population de Basse-Navarre de 1695 dénombre 53 feux à Mendive.
L'évolution du nombre d'habitants est connue à travers les recensements de la population effectués dans la commune depuis 1793. Pour les communes de moins de 10 000 habitants, une enquête de recensement portant sur toute la population est réalisée tous les cinq ans, les populations de référence des années intermédiaires étant quant à elles estimées par interpolation ou extrapolation. Pour la commune, le premier recensement exhaustif entrant dans le cadre du nouveau dispositif a été réalisé en 2008.

En 2022, la commune comptait 162 habitants, en évolution de −1,22 % par rapport à 2016 (Pyrénées-Atlantiques : +3,78 %, France hors Mayotte : +2,11 %).
| 1793 | 1800 | 1806 | 1821 | 1831 | 1836 | 1841 | 1846 | 1851 |
| ---- | ---- | ---- | ---- | ---- | ---- | ---- | ---- | ---- |
| 420  | 406  | 459  | 440  | 588  | 581  | 611  | 646  | 641  |

| 1856 | 1861 | 1866 | 1872 | 1876 | 1881 | 1886 | 1891 | 1896 |
| ---- | ---- | ---- | ---- | ---- | ---- | ---- | ---- | ---- |
| 684  | 673  | 614  | 520  | 527  | 520  | 476  | 460  | 456  |

| 1901 | 1906 | 1911 | 1921 | 1926 | 1931 | 1936 | 1946 | 1954 |
| ---- | ---- | ---- | ---- | ---- | ---- | ---- | ---- | ---- |
| 457  | 505  | 504  | 397  | 365  | 528  | 439  | 462  | 415  |

| 1962 | 1968 | 1975 | 1982 | 1990 | 1999 | 2006 | 2008 | 2013 |
| ---- | ---- | ---- | ---- | ---- | ---- | ---- | ---- | ---- |
| 307  | 280  | 271  | 226  | 183  | 182  | 193  | 196  | 178  |

| 2018 | 2022 | - | - | - | - | - | - | - |
| ---- | ---- | - | - | - | - | - | - | - |
| 163  | 162  | - | - | - | - | - | - | - |

### Enseignement
La commune dispose d'une école élémentaire publique. Cette école propose un enseignement bilingue français-basque à parité horaire.

## Économie
L'activité est principalement agricole. La commune fait partie de la zone d'appellation de l'ossau-iraty.

## Culture locale et patrimoine

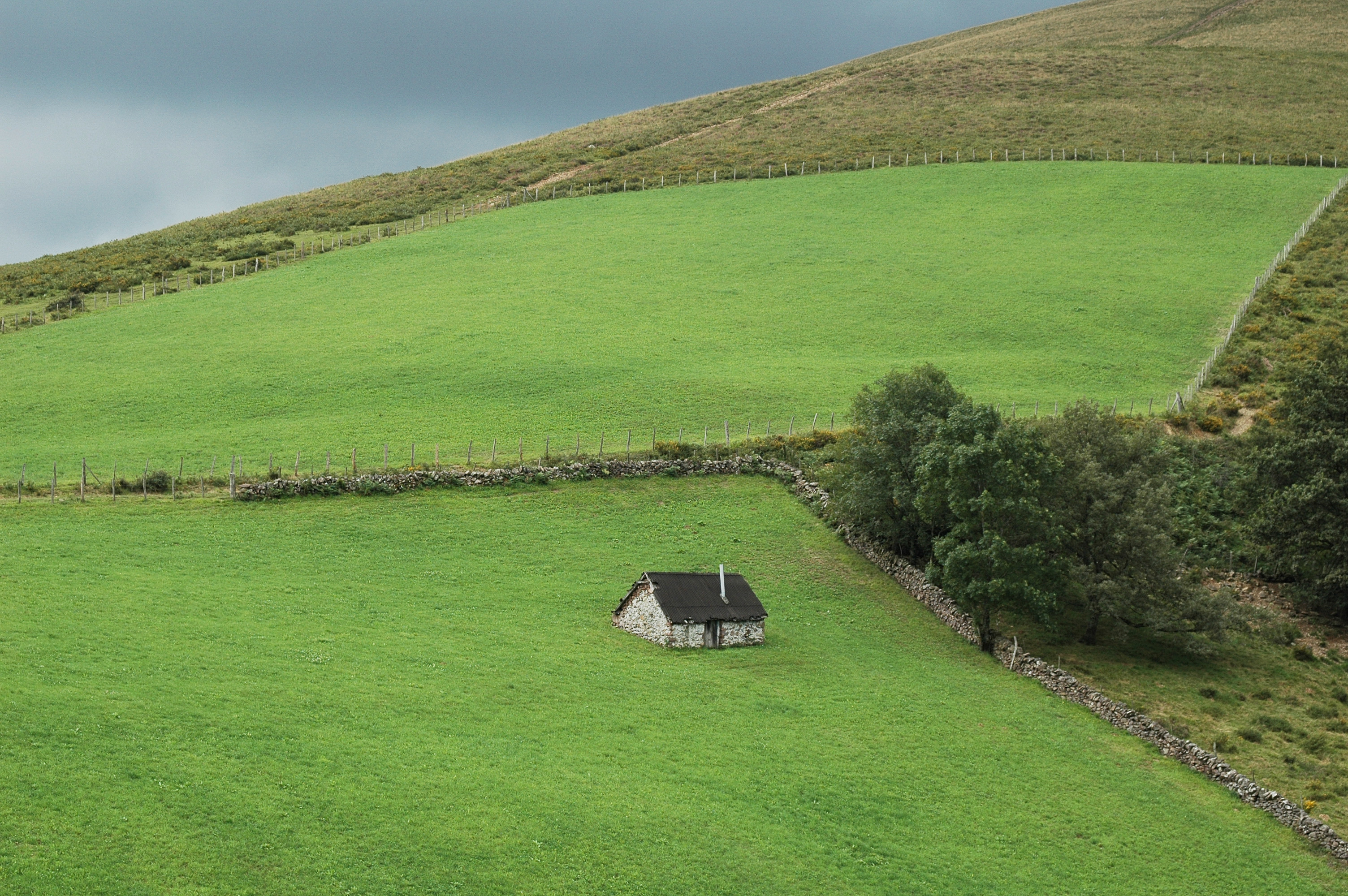
Une borda dans les estives.
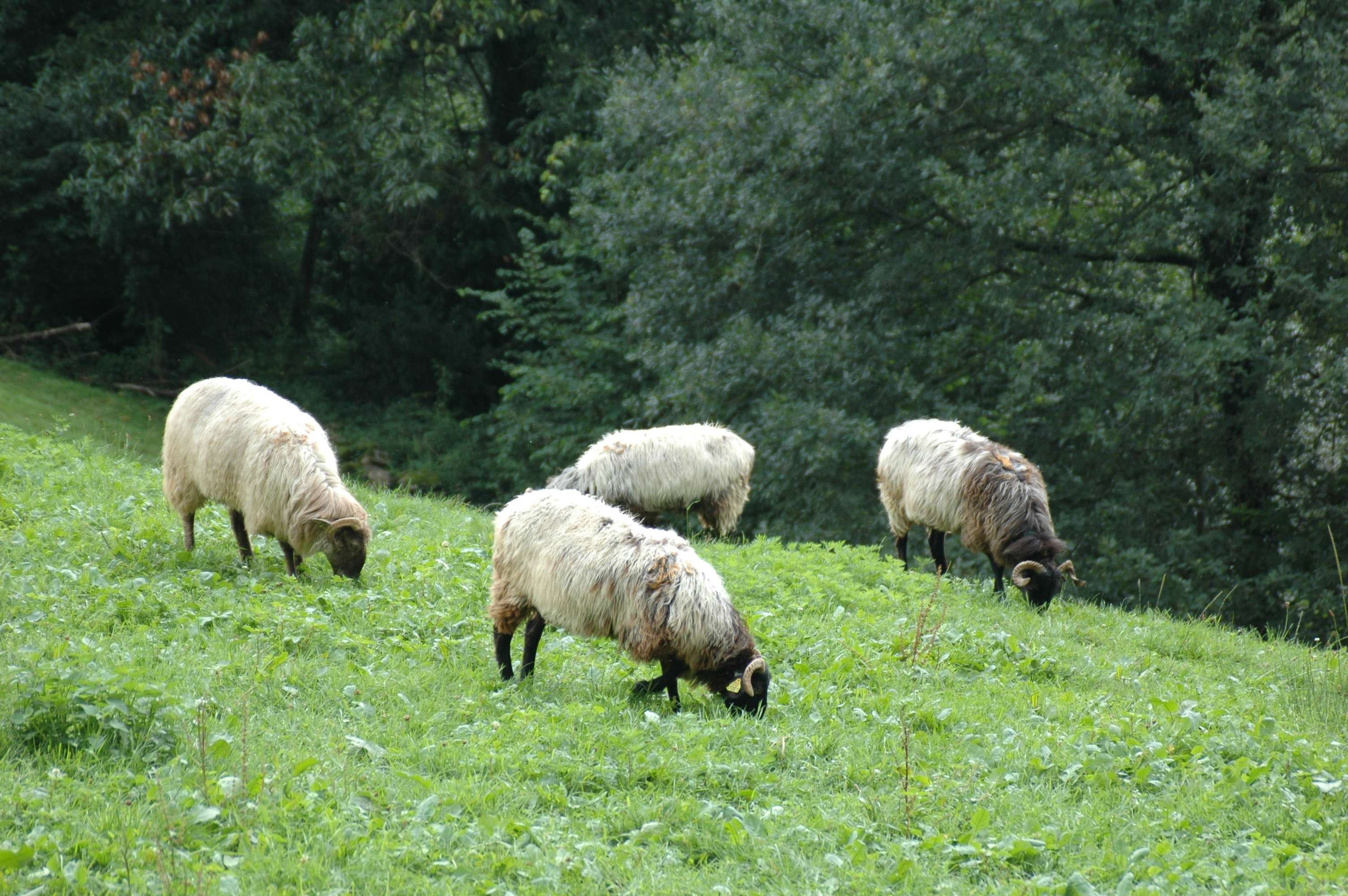
Manechs tête noire au-dessus de Mendive.
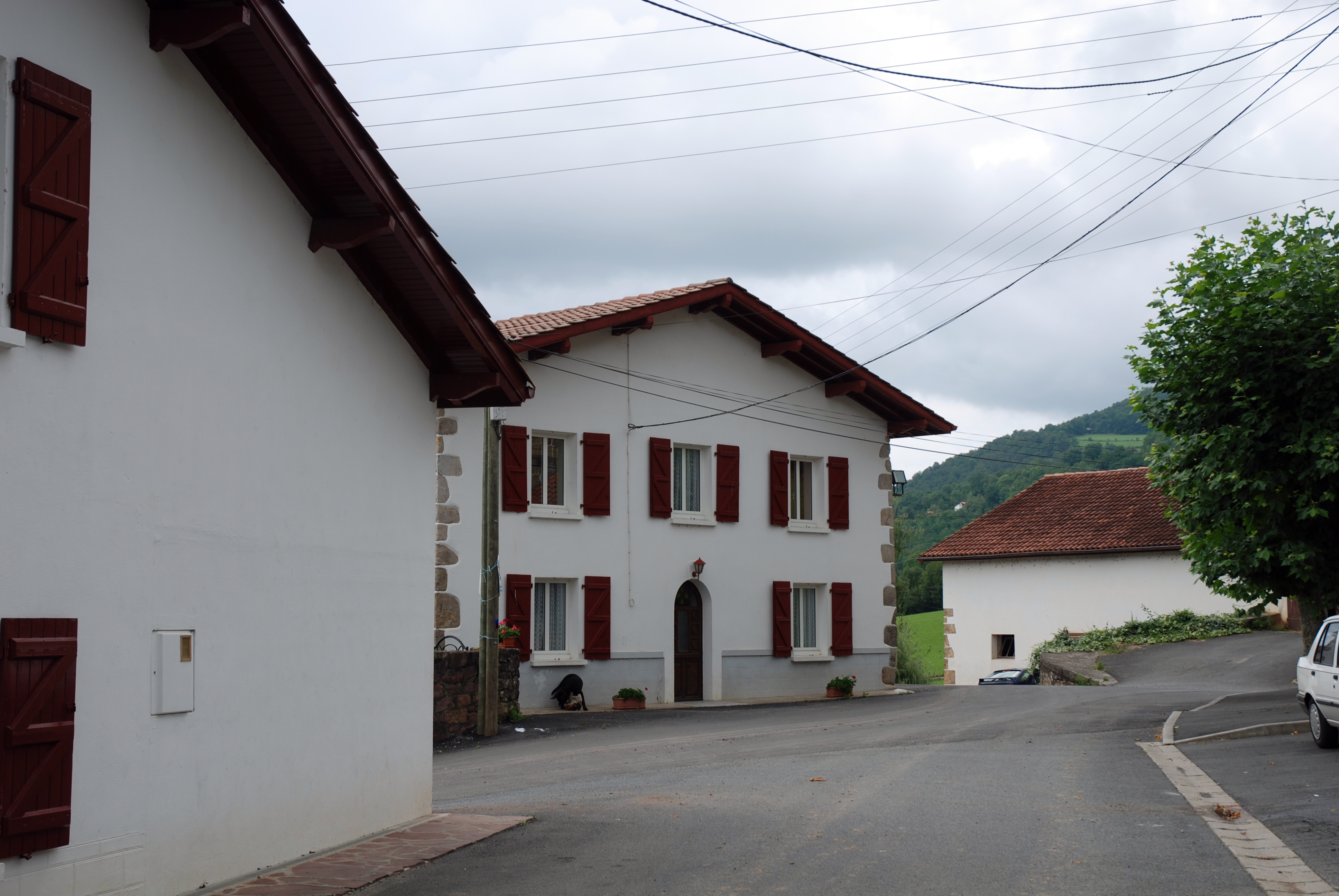
Une rue du village.

### Patrimoine civil
Le dolmen de Gasteynia, au lieu-dit Bassaburua, et celui de Xuberaxain-Harri, au quartier de Chilardoy, datent de la protohistoire ;
Les fermes Jauregia et Lohibarrea, datent du XVIIe siècle et la ferme Iralurrea, de 1786.

### Patrimoine religieux
La chapelle Saint-Sauveur d'Iraty date du XIIe siècle. C'était une étape sur le chemin de Saint-Jacques-de-Compostelle, et un important pèlerinage y avait lieu chaque année pour la fête de l'Ascension ;
L'église Saint-Vincent-de-Dax date du XIIe siècle. Elle recèle une statue de Vierge à l'Enfant du XVIIe siècle ;
Une croix navarraise du cimetière est inscrite aux monuments historiques.

## Équipements

### Enseignement
La commune dispose d'une école primaire.